# Wallula Gap
Wallula Gap est une cluse traversée par le fleuve Columbia dans l'État américain de Washington, juste au sud de la confluence des cours d'eau Walla Walla et Columbia.
Elle a été reconnue comme un National Natural Landmark par le National Park Service. C'est un site qui fournit une illustration importante de l'histoire géologique de cette partie des États-Unis.